# Roland JX-10
Le Roland Super JX, ou JX-10 dans sa version clavier, est un synthétiseur analogique polyphonique commercialisé par le constructeur Roland entre 1986 et 1989 et correspond en fait à un double JX-8P, son prédécesseur sorti en 1984. Il sera le dernier analogique de la firme avant l'ère des synthétiseurs numériques tels le D-50. La version compacte en rack du Super JX est dénommée MKS-70. Le Super JX partage également avec le JX-8P un programmateur optionnel, le PG-800, qui facilite grandement l'édition des paramètres sonores.

## Caractéristiques générales
Le JX-10 est un synthétiseur polyphonique 12 voix bitimbral (deux fois six). Les deux timbres baptisés tones sont combinés dans un patch et peuvent être totalement superposés pour faire un son double ou utilisés sur 2 sections séparées du clavier pouvant éventuellement se recouvrir. Il est possible d'affecter la totalité des douze voix de polyphonie à un seul timbre. Le JX-10 est également muni d'un séquenceur sommaire et d'une fonction Chase Play jouant avec un retard et/ou de manière alternée l'un des deux timbres pour générer un effet d'écho.
Le clavier est de type 76 touches (contre 61 pour le JX-8P) sensible à la vélocité avec aftertouch. Comme sur la plupart des synthés on retrouve une molette de pitch-bend et de modulation.
Il répond à la norme MIDI.

## Interface
Il s'agit d'un instrument à interface numérique, le réglage des paramètres se faisant par l'intermédiaire d'une molette plate baptisée « alpha dial ». La programmation de sons avec le cadran alpha dial étant fastidieuse, il existe un programmateur externe dédié à la série JX-8P et Super JX, le Roland PG-800. À l'instar des synthétiseurs analogiques de la génération précédente, cet appareil aimanté qui se pose normalement à droite sur le panneau du JX-10 donne un accès direct à la totalité des paramètres de synthèse grâce à des boutons et curseurs à glissière. Vendu en option à l'origine, le PG-800 est rare et particulièrement recherché.

## Synthèse
Le JX-10 produit des sons par synthèse soustractive. Il utilise des oscillateurs analogiques DCO contrôlés numériquement qui apporte une stabilité parfaite, contrairement aux VCO. Chaque voix dispose de deux DCOs qui peuvent être synchronisés entre eux de plusieurs façons pour obtenir des timbres riches et complexes.
- DCO : 2 par voix. Formes d'ondes : dent de scie, impulsion, rectangle, bruit blanc.
- LFO : sinusoïde, rectangle ou aléatoire. Assignable indépendamment pour moduler la fréquence des DCO et celle du VCF.
- Filtre : passe-bas VCF 24db/oct, plus un filtre passe-haut HPF à trois positions.
- Enveloppes : 2 enveloppes ADSR pouvant moduler la fréquence de chaque DCO, la balance entre les DCO 1 et 2 dans le mixeur, le VCF et le VCA. Un réglage de vélocité pour l'intensité de modulation des enveloppes est disponible dans chaque section (DCO, Mixer, VCF et VCA) ce qui fait du JX un instrument potentiellement expressif. Le VCA peut être modulé par l'enveloppe 2 ou une troisième enveloppe simplifiée nommée gate.
- Chorus analogique stéréo à deux positions.

Il existe plusieurs manières d'utiliser les sons programmés à l'intérieur des patches : deux modes poly pour exploiter un maximum de polyphonie, deux modes Unisson qui regroupe 2 voix par notes (l'une des voix étant ou non décalée à une octave inférieure) et deux modes monophonique (Mono 1 une voix par notes et Mono 2 six voix par notes).

## Sauvegarde
100 tones sont présents dans la mémoire interne du JX-10, dont la moitié sont fixés d'usine et ne peuvent être effacés, ce qui fait seulement 50 mémoires pour conserver les programmes personnels de l'utilisateur. 64 patches peuvent être sauvegardés. Pour étendre la mémoire, il existe des cartouches M-16C et M-64C, cette dernière servant également de mémoire pour les données du séquenceur. 

## MIDI
Bien que répondant à la norme MIDI, le JX-10 ne peut être édité directement par Sysex. En outre les données des tones et patches ne peuvent être échangés par MIDI qu'à la condition exclusive de posséder une cartouche M-64C, celle-ci servant de support pour la communication avec l'appareil extérieur. Il est néanmoins possible de modifier la version de ROM pour rendre le synthé éditable par Sysex.

## Artistes ayant utilisé le JX-10
- Pink Floyd
- The Cure
- Lyle Mays[1]
- Tangerine Dream